# Roe vs. Wade (telefilme)
Roe vs. Wade é um telefilme estadunidense de 1989, escrito por Alison Cross sobre a decisão da Suprema Corte dos Estados Unidos em 1973 sobre o caso Roe contra Wade. Foi dirigido por Gregory Hoblit e estrelado por Holly Hunter e Amy Madigan.
O filme ganhou dois prêmios Emmys, e um Globo de Ouro.

## Elenco
- Holly Hunter como Ellen Russell
- Amy Madigan como Sarah Weddington
- Chris Mulkey como Ron Weddington
- Dion Anderson como Flowers
- Terry O'Quinn como Jay Floyd
- Stephen Tobolowsky como Darryl Horwath
- Alycia Grant como Sherry Roe
- Kenneth Tigar como Juiz da Suprema Corte
- George Murdock como Juiz da Suprema Corte
- Paul Lambert como Juiz da Suprema Corte